# Schweighouse-sur-Moder
Schweighouse-sur-Moder là một xã thuộc tỉnh Bas-Rhin trong vùng Grand Est đông bắc Pháp.